# Universitetet i Dubrovnik
Universitetet i Dubrovnik (kroatiska: Sveučilište u Dubrovniku) är ett universitet i Dubrovnik i Kroatien. Det grundades 2003 och är Kroatiens yngsta allmänna universitet. Universitetet är tillsammans med Dubrovniks internationella universitet ett av två lärosäten för högre studier i staden. 
Universitetet i Dubrovnik består av sju avdelningar och två institutioner. Det lägger stor vikt i sin internationella inriktning och deltagandet i Bolognaprocessen och ERA.

## Historik
Universitetet i Dubrovnik bär sina rötter från de olika institutioner som innan dess grundande ägnade sig åt undervisning i maritim teknik och skeppsbyggnad. Som ett erkännande av Dubrovniks maritima traditioner inrättades en yrkeshögskolan 1996 i staden. 2003 fick yrkeshögskolan universitetsstatus. Universitetet har sedan grundandet diversifierat sina kurser men de maritima vetenskaperna har förblivit dess traditionella styrka.

## Organisation

### Avdelningar
- Avdelningen för havsforskning
- Avdelningen för ekonomi och företagsekonomi
- Avdelningen för systemteknik och datavetenskap
- Avdelningen för vattenbruk
- Avdelningen för kommunikation
- Avdelningen för konst och restaurering
- Avdelningen för ingenjörsvetenskap

### Institutioner
- Institutionen för havs- och kustforskning (ansvarar för Dubrovniks akvarium)
- Institutionen för medelhavskultur

### Fotnoter
1. 1 2 3  Dubrovniks universitet Arkiverad 29 november 2014 hämtat från the Wayback Machine. (kroatiska)
2. ↑  Myndigheten för vetenskap och högre utbildning Arkiverad 6 maj 2022 hämtat från the Wayback Machine. (engelska)
3. ↑  Dubrovniks universitet - Officiell webbplats (engelska)
4. ↑  Dubrovniks universitet Arkiverad 23 februari 2017 hämtat från the Wayback Machine. (engelska)